# Donald Byrd Plays Au Chat - 0:15
Donald Byrd Plays Au Chat - 0:15 è un doppio album Live di Donald Byrd, pubblicato dall'etichetta italiana Jazz O.P. Records nel 1983.  Il disco fu registrato dal vivo il 29 ottobre 1958 al Au Chat di Parigi (Francia).

## Tracce
Lato A
1. All the Things You Are – 10:34 (Jerome Kern, Oscar Hammerstein II)
2. It Might as Well Be Spring – 6:45 (Oscar Hammerstein II, Richard Rodgers)

Lato B
1. Parisian Thoroughfare – 17:43 (Bud Powell)

Lato C
1. My Funny Valentine – 5:55 (Richard Rodgers, Lorenz Hart)
2. Off Minor and Well You Needn't (Thelonious Monk)
3. Salt Peanuts – 9:52 (Dizzy Gillespie, Kenny Clarke)
4. Down – 6:36 (Miles Davis)

Lato D
1. All This Time – 7:08 (William Walton)
2. Stella by Starlight – 6:25 (Ned Washington, Victor Young)
3. 52nd Street Theme – 7:07 (Thelonious Monk)
4. Baby, Let Me Do It – 2:27 (Clark Terry)

## Musicisti
- Donald Byrd - tromba
- Bobby Jaspar - sassofono tenore, flauto
- Walter Davis Jr. - pianoforte
- Doug Watkins - contrabbasso
- Art Taylor - batteria[3]